# Théâtre antique de Neung-sur-Beuvron
Vous lisez un « bon article » labellisé en 2024.
Le théâtre antique de Neung-sur-Beuvron est un édifice de spectacles, daté de la fin du Ier ou du début du IIe siècle, situé dans la commune française de Neung-sur-Beuvron, dans le département de Loir-et-Cher.
Associé à un ou plusieurs temples et à une source au sein d'un sanctuaire rural, il est distant de plus de 2 km au sud d'une agglomération secondaire — sans doute celle que Jules César appelle Noviodunum — mais proche de la limite territoriale entre les civitates des Carnutes et des Bituriges Cubes, dans la région naturelle de la Sologne. D'un diamètre de 100 m et d'une hauteur maximale estimée à 9 m, il accueille peut-être 7 000 spectateurs. Il est fréquenté jusqu'au IIIe siècle, puis brièvement et partiellement réoccupé au IVe siècle comme abri avant d'être définitivement abandonné et de servir de carrière de matériaux de construction.
Au XIXe siècle son emplacement est connu mais pas sa nature : les publications de l'époque, relayant des traditions orales locales, évoquent une motte castrale ou un château fort. Redécouvert et identifié en 1974, il est fouillé à partir de 1976 puis inscrit comme monument historique en 1979. Ses vestiges sont enfouis sous une butte sableuse.

## Localisation et contexte archéologique

Noviodunum sur une carte de la Gaule.

Une agglomération secondaire antique est reconnue dans la commune de Neung-sur-Beuvron. C'est sans doute le site que Jules César mentionne à deux reprises sous le nom de Noviodunum dans les Commentaires sur la guerre des Gaules, le toponyme « Neung » pouvant être une évolution de Noviodunum. Elle s'étend partiellement à l'emplacement du bourg moderne et sa superficie est évaluée à 50 ha. Elle succède à un oppidum construit au confluent du Beuvron et de la Tharonne. Elle se situe également près de la limite des anciens diocèses d'Orléans et de Bourges qui reprennent sensiblement les tracés des civitates des Carnutes et des Bituriges Cubes. Elle est occupée, sous sa forme antique, du milieu du Ier siècle av. J.-C. jusqu'au IVe siècle.
À 2,5 km au sud de cette agglomération et sans doute non loin de la voie reliant Cenabum (Orléans) à Gabrae (Gièvres),, un sanctuaire rural est identifié au lieu-dit « les Buttes », encore appelé « la Motte » ou « la Motte de Condras ou Coudras », sur la rive gauche du Néant ; tous ces toponymes évoquent le renflement du terrain qui recouvre les vestiges du théâtre ou la présence supposée d'une motte castrale. Le toponyme « Châteauvieux », également cité, renvoie à la tradition d'une forteresse médiévale.

OpenStreetMap Plan du site.

Cet ensemble est encore plus proche (moins d'un kilomètre) que l'agglomération de Noviodunum de la limite probable entre les civitates antiques : il pourrait constituer un sanctuaire rural de frontière, comme cela est attesté dans d'autres situations,. Le site archéologique tel qu'il est connu au XXe siècle regroupe sur un peu moins d'un hectare une source peut-être reconnue comme guérisseuse, un complexe cultuel (temple ou ensemble de temples dont la présence, mais non la fonction, est évoquée dès le XIXe siècle) et le théâtre. Ce sanctuaire, et notamment le temple, est identifié grâce à la prospection aérienne réalisée par Henri Delétang dans les années 1970,.
À l'altitude de 93 m et au contact de la rive moderne du Néant, le théâtre est construit sur un substrat géologique composé, sur plusieurs mètres de profondeur, d'alluvions modernes et récentes datées de l'Holocène, reposant sur une couche d'argile sableuse datant du Miocène ou du Pliocène et relativement imperméable ; ces caractéristiques favorisent le maintien, à faible profondeur, d'une nappe phréatique conférant au sol une forte hydromorphie,. La butte artificielle, intégralement boisée au XXIe siècle, qui recèle les vestiges du théâtre est haute d'environ six mètres.

## Description

### Dimension et organisation générale
Le théâtre se présente sous la forme d'un demi-cercle parfait, de 100 m de diamètre. Aucune contrainte topographique n'impose une orientation particulière au monument construit sur un terrain plat. Dans ces conditions, il est peut-être révélateur que sa cavea soit tournée face à l'est-nord-est, regardant vers le temple situé à environ 200 m. Cette disposition évite également aux spectateurs d'être exposés au soleil lors des spectacles aux heures les plus chaudes de la journée, ainsi que le préconise Vitruve.

Coupe schématique du théâtre, de l'extérieur (à gauche) vers la scène (à droite).

La cavea s'appuie sur un mur haut d'environ 9 m qui en dessine le périmètre, ce qui donne aux gradins une pente estimée à 13°. Un autre mur périmétral, distant du précédent de 2,20 m, délimite un couloir de circulation périphérique. Trois vomitoires rayonnants, probablement larges d'un peu plus de 3 m à leur entrée périphérique, divisent la cavea qu'ils traversent de part en part en quatre secteurs ou cunei. Ils ont pour rôle de canaliser le flux des spectateurs. Couloir de circulation et vomitoires sont certainement voûtés en maçonnerie de briques, le couloir étant peut-être couvert de tuiles.
Une précinction sépare la cavea en deux séries de gradins, l'une, basse, proche de l'orchestra, l'autre, haute, allant jusqu'au sommet du monument ; cette précinction est composée de deux murs courbes parallèles dont l'intervalle est rempli de sable.
Dans la partie basse de la cavea et de chaque côté, deux couloirs larges de 5 m donnent accès à la scène. Cette dernière, ou orchestra, occupe un demi-cercle de 33 m de diamètre ; elle est séparée de la cavea par un balteus (muret) haut de 1,10 m. La trace d'un mur courbe d'un rayon inférieur à celui du balteus et décentré par rapport à ce dernier correspond à une structure inconnue, peut-être un premier état du théâtre, à moins qu'il ne s'agisse d'un édifice religieux précédant le monument de spectacles.
Le mur de scène, long de 100 m, soit le diamètre de la cavea, est bâti sur des fondations légères. Cela suggère que sa hauteur doit être faible ; il ne gêne donc pas la vue des spectateurs en direction du temple, si l'hypothèse d'un lien entre les deux monuments est acceptée.
Un massif de maçonnerie, construit à cheval sur le mur de scène et débordant vers l'extérieur du théâtre, mesure environ 6 × 7 m mais il est très dégradé. Trop petit pour être une véritable scène sur laquelle puissent évoluer des comédiens, il s'agit plus vraisemblablement d'une sorte de tribune. Il succède à un édicule de taille comparable, en bois, victime d'un incendie.
La capacité du théâtre de Neung n'est pas évoquée dans les sources mais le théâtre de Flavia Neapolis (aujourd'hui Naplouse), de taille presque identique (cavea de 100 m de diamètre pour une orchestra de 35 m), pouvait sans doute accueillir 7 000 spectateurs,.

### Technique de construction et matériaux utilisés
L'hypothèse selon laquelle les fondations du théâtre auraient été établies sur une « forêt » de pieux de bois, en raison de l'instabilité du sous-sol liée à sa forte humidité, est un temps envisagée, mais est finalement abandonnée ; les sondages profonds effectués concluent à l'absence de ce type de fondation et indiquent que l'hydromorphie du sol et la remontée du niveau de la nappe phréatique sont certainement postérieures à la construction du théâtre.

Principe de construction des murs (vue en coupe).

Les maçonneries sont composées de murs parementés en petit appareil et dont les joints sont soulignés au fer, enserrant un noyau de blocage ; l'ensemble est édifié assise après assise, parfois sans tassement soigné du mélange de pierres et de béton constituant le noyau entre les parements. Les murs ne sont pas conservés sur une hauteur suffisante pour que des trous de boulin servant à fixer des échafaudages soient visibles. Les différents murs identifiés, exception faite de ceux qui forment la périphérie du théâtre et délimitent le couloir annulaire de circulation, ne semblent pas avoir une hauteur importante. Il faut donc concevoir un monument composé de socles, de semelles ou de murs bas en maçonnerie délimitant des caissons remplis de sable et qui supportent un système complexe de charpentes en bois sur lesquelles sont fixés les gradins, les planchers, les escaliers ; si les superstructures en bois ont disparu, la découverte de clous métalliques lors des fouilles confirme cette hypothèse. Le même mode de construction est pressenti dans d'autres théâtres ruraux comme à Areines (Loir-et-Cher), Châteaubleau (Seine-et-Marne) ou Thénac (Charente-Maritime).
Le petit appareil est composé de moellons de calcaire lacustre de Beauce, une roche formée pendant l'Aquitanien dont les gisements les plus proches se trouvent à 50 km de Neung-sur-Beuvron ; la roche est peut-être acheminée en grands blocs et taillée en moellons sur place, les déchets de taille servant à la confection du noyau, mélangés au mortier. La pierre de Bourré (tuffeau blanc du Turonien), qui semble avoir été retenue pour certains éléments décoratifs comme un fragment de colonne retrouvé lors des fouilles, est extraite dans la vallée du Cher.
Les briques sont utilisées pour confectionner des chaînages aux angles des murs ; elles entrent aussi dans l'architecture des voûtes. Certaines d'entre elles sont pourvues de mamelons et de creux confectionnés à la main ou à la truelle dans la pâte avant cuisson ; ils sont certainement destinés à assurer une meilleure adhérence du mortier. La provenance de ces briques n'est pas connue mais elles semblent fabriquées spécialement pour cet usage et éventuellement retouchées à proximité du chantier de construction ; le recours à des matériaux de récupération est exclu car aucune trace de nettoyage n'apparaît à leur surface.
Le sable employé dans la construction du théâtre, que ce soit pour le remblaiement des caissons (volume estimé de 20 000 m3) ou le revêtement du sol de l'orchestra, est un sable jaune courant en Sologne (alluvions quaternaires) ; la pression exercée par la masse de ces remblais instables sur les structures de la cavea a nécessité la construction de contreforts aux deux extrémités du mur de scène. Ce sable de Sologne étant toutefois peu propice à la confection du mortier en raison de sa composante argileuse, il est remplacé pour cet usage par du sable alluvionnaire du Beuvron qu'un « lavage » naturel a épuré.

## Histoire du théâtre et chronologie des découvertes

### Avant le théâtre
Le site est occupé avant la construction du théâtre : des potins gaulois, des fragments de céramique et d'amphores ainsi que des objets en bois sont retrouvés dans les remblais de la base de la cavea à la faveur des fouilles ; outre ce mobilier courant, la présence d'une lingotière suggère la présence d'un habitat permanent avec peut-être un atelier de frappe monétaire dépendant de Noviodunum. Lors de leur découverte, il est suggéré que ces objets ont pu être apportés de Noviodunum dans les remblais destinés à construire le théâtre. Cette hypothèse apparaît peu probable ; il est plus vraisemblable que les remblais sont prélevés sur place avec le mobilier archéologique qu'ils contiennent.
L'occupation pourrait remonter à la fin de La Tène moyenne ou à La Tène finale et un fossé comblé, orienté ouest-est, pourrait en matérialiser la limite méridionale alors que le ruisseau la borderait au nord.

### Construction, apogée, abandon et oubli

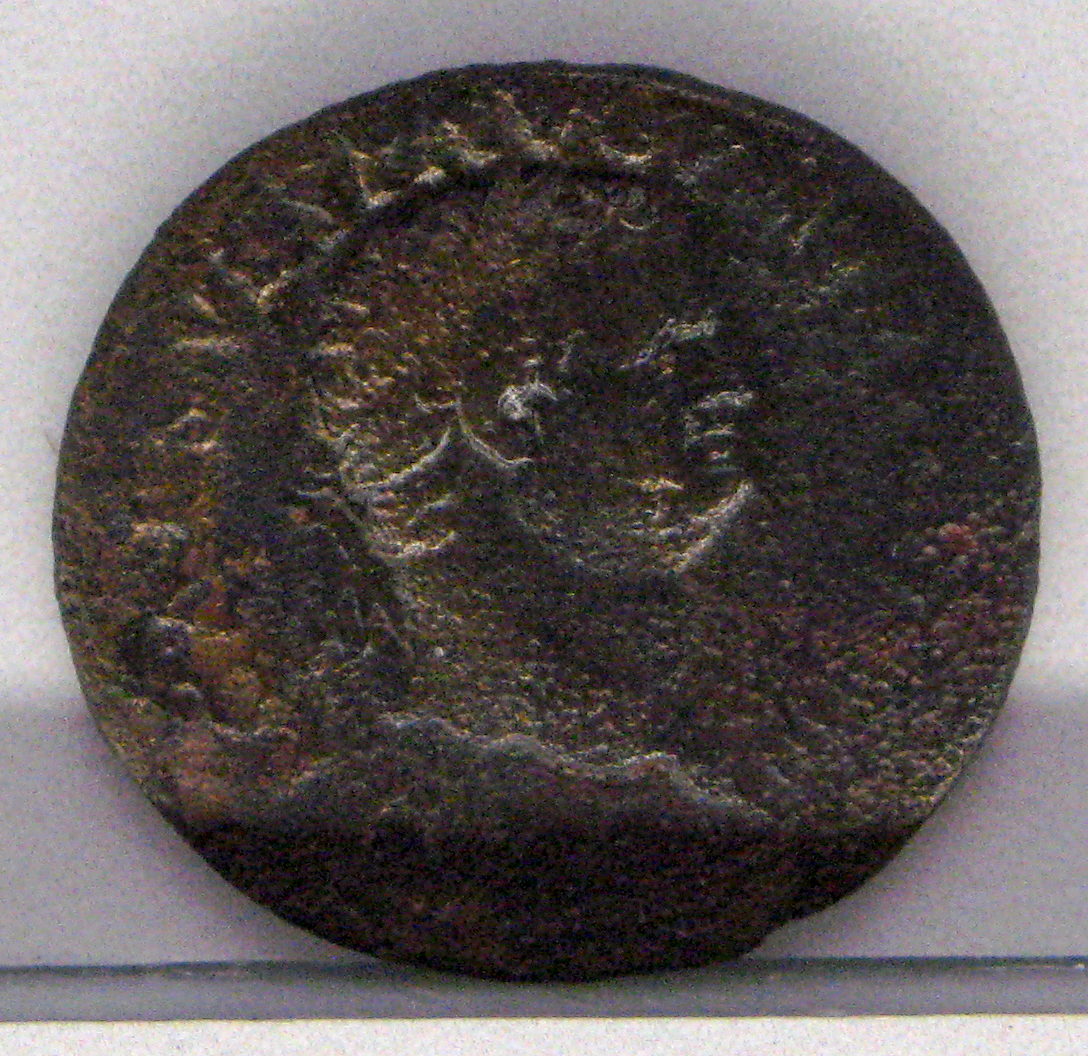
As de Vespasien (musée archéologique de Sybaris).

Les monnaies — la plus ancienne monnaie romaine est un as de Vespasien relativement peu usé et qui n'a donc pas circulé très longtemps — et le mobilier retrouvés sur le site permettent d'envisager une construction dans les dernières années du Ier ou au tout début du IIe siècle. Pour ce qui concerne le ou les temples, les faibles indications fournies par le ramassage de mobilier archéologique en surface suggèrent une construction antérieure à celle du théâtre (première moitié du Ier siècle apr. J.-C.).
Le théâtre est fréquenté de manière importante pendant le IIe siècle, notamment à partir des années 150, ce qu'indique l'importance des déchets retrouvés dans les couloirs. Aucune information n'est cependant disponible sur la nature des spectacles qui y sont donnés, pas plus que sur leur périodicité ou le statut social des spectateurs qui, en outre, a pu évoluer au cours de la période de forte fréquentation du théâtre.
Dès le IIIe siècle, le monument semble être moins utilisé : les détritus retrouvés sont moins nombreux, les monnaies plus rares,. Dans la seconde moitié du IVe siècle, des indices d'occupation sont signalés dans le vomitoire méridional, obturé à ses extrémités et transformé en abri plus ou moins temporaire ; cette évolution de la fonction du théâtre n'est pas propre à Neung-sur-Beuvron : elle est rencontrée dans plusieurs autres édifices de spectacles de Gaule à une époque similaire.
Au moins deux inhumations ont lieu dans le théâtre, dans des conditions et à une époque qu'il n'est pas possible de déterminer car, dès le Haut Moyen Âge et jusqu'au XIXe siècle, le monument sert de carrière de pierres, ses murs sont progressivement démontés ce qui provoque l'éboulement des remblais de la cavea, bouleversant la stratigraphie du site. Les pierres et les moellons extraits sont sans doute réutilisés sur une longue période dans la construction des bâtiments alentour, le sable de comblement de la cavea employé pour remblayer cours et chemins, mais aucune étude n'a été entreprise à ce sujet. Si Noviodunum est cité dans des diplômes du Xe siècle, aucune source médiévale ne mentionne expressément le théâtre.

### Redécouverte, fouilles et études

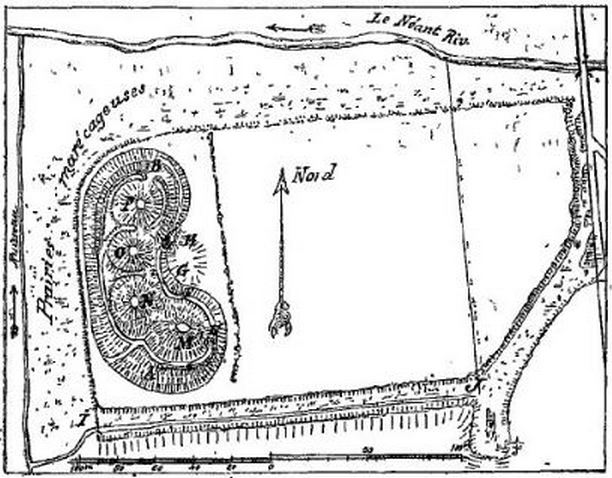
Plan d'Ernest-Camille Florance (1891).

La première mention du site archéologique apparaît en 1833 dans un manuscrit de Louis de La Saussaye : l'érudit signale des « buttes artificielles [qui sont] l'assiette d'un ancien château fort ». En 1865 Jules Delaune, un autre érudit, évoque une « tombelle (tombe recouverte d'une éminence de terre) en demi-lune ». Un plan des anomalies de relief, attribuées à des mottes médiévales, est dessiné par Ernest-Camille Florance et publié en 1891 ; même si le théâtre n'est pas identifié comme tel, sa forme générale apparaît clairement, de même que les quatre buttes matérialisant l'emplacement des cunei de la cavea ; la dépression de l'orchestra est alors interprétée comme le vestige d'une mare destinée à abreuver les chevaux de la garnison de la forteresse,.
Des observations allant dans le même sens sont faites jusqu'au milieu du XXe siècle, mais il n'est jamais envisagé que le sable du tertre dissimule des structures enfouies : les fragments de céramique, d'amphores et de tegulae qui sont souvent retrouvés sont attribués à des vestiges d'anciennes constructions, antiques ou médiévales, édifiées au sommet du monticule. Sur un extrait du cadastre napoléonien (section E, no 9) et sur un plan cadastral révisé en 1941 puis en 1965, une parcelle épouse la forme semi-circulaire du théâtre ; cette division cadastrale perdure au XXIe siècle (parcelle no 0189).
Ce n'est qu'en 1974 et surtout en 1975 que des prélèvements de matériaux à la pelle mécanique mettent au jour des structures maçonnées ensevelies. Une fouille de sauvetage a lieu en 1976-1977 sous la conduite d'Henri Delétang qui réalise également des photographies aériennes du site. Au cours des années suivantes, des tranchées de sondage sont creusées en plusieurs endroits de l'emprise supposée du théâtre. Elles permettent de lever un plan des vestiges, d’apprécier la taille et la structure générale du monument et d'en étudier certains éléments architecturaux. Le site est inscrit comme monument historique par arrêté du 19 décembre 1979. En 1982, à l'issue des fouilles, les tranchées sont rebouchées et l'ensemble des vestiges ré-enfouis.
Quelques éléments du mobilier recueilli sur les différents sites archéologique de Neung-sur-Beuvron sont exposés dans une vitrine à la mairie de la commune ; d'autres pièces (fibules), conservées au musée des Beaux-Arts de Blois, semblent issues des collections de Louis de La Saussaye, largement dispersées.